# Kiss Me (Lil Jolie)
Kiss Me è un singolo della cantautrice italiana Lil Jolie, pubblicato il 2 maggio 2024 come quarto estratto dal secondo EP La vita non uccide.

## Descrizione
Il brano, scritto dalla stessa cantautrice con Francesca Calearo, in arte Madame, è prodotto da Luca Narducci, in arte narduccey, e Nicolas Biasin.

## Video musicale
Il video musicale, diretto da Davide De Meo, è stato pubblicato l'8 maggio 2024 attraverso il canale YouTube della cantautrice.

## Tracce
Testi di Angela Ciancio e Francesca Calearo, musiche di Angela Ciancio, Francesca Calearo, Luca Narducci e Nicolas Biasin.
1. Kiss Me – 2:59

## Formazione
- Lil Jolie – voce
- Dario Riboli – masterizzazione, missaggio, registrazione
- Luca "narduccey" Narducci – produzione
- Nicolas Biasin – produzione